# Стив Рејлсбек
Стив Рејлсбек (енгл. Steve Railsback; Далас, Тексас, 16. новембар 1945), је амерички позоришни, филмски и телевизијски глумац. Најпознатији је по својим наступима у филмовима Каскадер и Животна сила, и портрету Чарлса Менсона у телевизијској мини серији Хелтер Скелтер из 1976. године.
Такође појавио се у филмовима Велики транспорт и Бодљикава жица.